# Portugal nos Jogos Paralímpicos de Verão de 2008
Portugal participou dos Jogos Paraolímpicos de Verão de 2008, que foram realizados na cidade de Pequim, na China, entre os dias 6 e 17 de setembro de 2008. A delegação portuguesa conquistou sete medalhas (1 ouro, 4 prata, 2 bronze).

## Atletas
Ao todo, a comitiva portuguesa em Pequim alcançou os 23 homens e as 12 mulheres, num total de 35 atletas distribuídos por 7 modalidades.
A porta-estandarte, foi a estrante remadora Filomena Franco.
| Modalidade | Atletas |
| ---------- | --- |
| Atletismo  | Alexandrino Silva, Carlos Amaral Ferreira, Carlos Lopes, Firmino Baptista, Gabriel Macchi, Gabriel Potra, Jorge Pina, José Monteiro, Luís Gonçalves, Maria Graça Fernandes, Maria Odete Fiúza, Nuno Alves e Ricardo Vale |
| Boccia     | António Marques, Armando Costa, Bruno Valentim, Cristina Gonçalves, Eunice Raimundo, Fernando Ferreira, Fernando Pereira, João Paulo Fernandes e Mário Peixoto                                                           |
| Ciclismo   | Augusto Pereira |
| Equitação  | Sara Duarte |
| Remo       | Filomena Franco |
| Vela       | Bento Amaral e Luísa Silvano |
| Natação    | Joana Calado, Simone Fragoso, David Grachat, Diana Guimarães, Nelson Lopes, Leila Marques, João Martins e Perpétua Vaza                                                                                                  |

## Medalhados
A delegação portuguesa conquistou sete medalhas: 1 ouro, 4 prata e 2 bronze.
| Medalha | Atletas                                                                      | Modalidade | Prova              |
| ------- | ---------------------------------------------------------------------------- | ---------- | ------------------ |
| Ouro    | João Paulo Fernandes                                                         | Boccia     | Individual BC1     |
| Prata   | Luís Gonçalves                                                               | Atletismo  | 400 m T12          |
| Prata   | António Marques, Cristina Gonçalves, Fernando Ferreira, João Paulo Fernandes | Boccia     | Eq. Mistas BC1-BC2 |
| Prata   | Fernando Pereira, Bruno Valentim                                             | Boccia     | Pares Mistos BC4   |
| Prata   | António Marques                                                              | Boccia     | Individual BC1     |
| Bronze  | Armando Costa, Eunice Raimundo, Mário Peixoto                                | Boccia     | Pares Mistos BC3   |
| Bronze  | João Martins                                                                 | Natação    | 50 m costas S1     |

## Hino
"Mais Longe"  é o nome do tema que o cantor Luís Represas compôs para servir como hino oficial do Comité Paralímpico de Portugal em 2008, onde se pode escutar:
| “               | Sabemos tudo o que nós somos capazes Queremos fazer mais do que o melhor Somos o mastro da bandeira dos audazes | ” |
| — Luís Represas | |   |